# Ботсфорд, Кит
Кит Ботсфорд (англ. Keith Botsford; 29 марта 1928, Брюссель, Бельгия — 19 августа 2018, Баттерси, Лондон, Великобритания) — американский литератор, журналист и полиглот. Эмерит журналистики Бостонского университета.

## Биография
Родился в семье экспатриировавшегося американца и итальянки. Становление его личности прошло в Лондоне, Нью-Йорке и Лос-Анджелесе. В возрасте двух лет он получил сильный ожог и провёл пять лет в постельном режиме, пристрастившись к чтению.
В 1950 году окончил Университет Айовы со степенью бакалавра искусств и Йельский университет со степенью магистра французской литературы в 1952 году.
В 1958—1961 годах ассистент ректора Университета Пуэрто-Рико. В 1973—1984 годах корреспондент лондонской «Sunday Times».
Проживал в Коста-Рике. Друг покойного Сола Беллоу. По собственным словам, мог читать на 11 языках.
Автор нескольких книг. Его перу принадлежит биография Ю. Чапского.